# Gouvernement Ebrahim Raïssi
Iran
Rohani II Pezechkian
Le gouvernement Ebrahim Raïssi est le gouvernement de la République islamique d'Iran, depuis le 3 août 2021 à l'issue de la treizième élection présidentielle de 2021. 

## Composition
| Fonction               | Titulaire                                             | Parti | Parti |
| ---------------------- | ----------------------------------------------------- | ----- | ----- |
| Président              | Ebrahim Raïssi (2021-2024) Mohammad Mokhber (intérim) |       | ACM   |
| Premier vice-président | Mohammad Mokhber                                      |       |       |
| Chef de cabinet        | Gholam Hossein Esmaeili                               |       |       |

### Ministres
| Ministère                                       | Titulaire                    | Nommé        | Départ              | Parti | Parti |
| ----------------------------------------------- | ---------------------------- | ------------ | ------------------- | ----- | ----- |
| Affaires étrangères                             | Hossein Amir Abdollahian     | 25 août 2021 | 19 mai 2024 (décès) |       |       |
| Affaires étrangères                             | Ali Bagheri (intérim)        | 20 mai 2024  |                     |       |       |
| Agriculture                                     | Javad Sadatinejad (fa)       | 25 août 2021 |                     |       |       |
| Culture et Orientation islamique                | Mohammad Mehdi Esmaeili (fa) | 25 août 2021 |                     |       |       |
| Communications et Technologies de l’Information | Issa Zarepour (fa)           | 25 août 2021 |                     |       |       |
| Défense et Logistique des Forces Armées         | Mohammad Reza Ashtiani       | 25 août 2021 |                     |       |       |
| Économie et Finances                            | Ehsan Khandouzi (fa)         | 25 août 2021 |                     |       |       |
| Éducation                                       | Ali Reza Kazami (fa)*        | 25 août 2021 |                     |       |       |
| Énergie                                         | Ali Akbar Mehrabian (en)     | 25 août 2021 |                     |       |       |
| Industrie, Mines et Commerce                    | Reza Fatemi (fa)             | 25 août 2021 |                     |       |       |
| Intérieur                                       | Ahmad Vahidi                 | 25 août 2021 |                     |       |       |
| Justice                                         | Amin Hossein Rahimi (fa)     | 25 août 2021 |                     |       |       |
| Patrimoine culturel, Artisanat et Tourisme      | Ezzatollah Zarghami          | 25 août 2021 |                     |       |       |
| Pétrole                                         | Javad Oji (fa)               | 25 août 2021 |                     |       |       |
| Renseignement                                   | Esmaïl Khatib                | 25 août 2021 |                     |       |       |
| Santé, Soins et Formation médicale              | Bahram Ainollahi             | 25 août 2021 |                     |       |       |
| Sciences, Recherche et Technologie              | Mohammad Ali Zolfigol        | 25 août 2021 |                     |       |       |
| Sport et Jeunesse                               | Hamid Sajadi (fa)            | 25 août 2021 |                     |       |       |
| Travail, Coopératives et Bien-être social       | Hojat Abdolmaleki (fa)       | 25 août 2021 | 14 juin 2022        |       |       |
| Travail, Coopératives et Bien-être social       | Hadi Zahedi Vafa*            | 14 juin 2022 |                     |       |       |
| Voies et de l'Urbanisme                         | Rostam Ghassemi (en)         | 25 août 2021 |                     |       |       |
| * : faisant fonction                            |                              |              |                     |       |       |

### Vice-présidents
| Fonction                                                                                    | Titulaire               | Nommé              | Départ | Parti | Parti |
| ------------------------------------------------------------------------------------------- | ----------------------- | ------------------ | ------ | ----- | ----- |
| Directeur de l'Organisation de l'énergie atomique                                           | Mohammad Eslami         | 29 août 2021       |        |       |       |
| Directeur de l'organisation iranienne du patrimoine culturel, de l’artisanat et du tourisme |                         |                    |        |       |       |
| Directeur de l’Organisation de la Protection de l’environnement                             | Ali Salajegheh (fa)     |                    |        |       |       |
| Directeur de la Fondation des Martyrs et des vétérans de la guerre                          | Amir Hossein Ghazizadeh | 12 septembre 2021  |        |       |       |
| Directeur de l’Organisation de la Planification et du Budget                                | Masoud Mir-Kazemi       | 11 août 2021       |        |       | FSRI  |
| Directeur de l’Organisation de l’Administration et du Recrutement                           | Meïsam Latifi (fa)      | 4 septembre 2021   |        |       |       |
| Vice-président chargé des Affaires juridiques                                               | Mohamad Dahghan (fa)    | 1er septembre 2021 |        |       |       |
| Vice-président chargé des Affaires parlementaires                                           | Mohammad Hosseini (en)  | 20 août 2021       |        |       |       |
| Vice-présidente chargée des Femmes et des Affaires familiales                               | Ensieh Khazali          | 1er septembre 2021 |        |       |       |
| Vice-président chargé de l'Économie                                                         | Mohsen Rezaï            | 25 août 2021       |        |       |       |
| Vice-président chargé de la science et la technologie                                       | Sorena Sattari (en)     | 3 octobre 2021     |        |       |       |
| Président de la Fondation nationale des élites                                              |                         |                    |        |       |       |